# 19 octobre 1977
Le mercredi 19 octobre 1977 est le 292e jour de l'année 1977.

## Naissances
- Ali Oubaali, boxeur français
- DJ Assault, musicien américain
- Gaëtan Tarantino, artiste peintre abstrait belge
- Habib Beye, footballeur et consultant sportif sénégalais
- Jason Reitman, acteur américain
- Joshua Topolsky, journaliste américain
- Loïc Deman, Pilote de course belge
- Louis-José Houde, humoriste, animateur et acteur québécois
- Raúl Tamudo, joueur de football espagnol
- Sophie Martin, biologiste suisse

## Décès
- Borys Martos (né le 20 mai 1879), homme politique ukrainien
- Hanns Martin Schleyer (né le 1er mai 1915), représentant du patronat allemand
- John Nyman (né le 25 avril 1908), lutteur suédois spécialiste de la lutte gréco-romaine
- Lisa Krugell (née le 29 décembre 1893), artiste peintre et affichiste
- René Mourlon (né le 12 mai 1893), athlète français spécialiste du sprint

## Événements
- Assassinat d'Hanns-Martin Schleyer par la Fraction armée rouge. Il est retrouvé mort près de Mulhouse.
- Sortie de Star Wars épisode IV en France, réalisé par George Lucas. Le premier film de la saga Star Wars, qui deviendra la saga cinématographique la plus populaire de tous les temps.